# Cantón de Châteaurenard
El Cantón de Châteaurenard (en francés: Canton de Châteaurenard) es un Cantón francés perteneciente al departamento de Bocas del Ródano, en el Distrito de Arlés. La población total de este cantón es de unos 34.499 habitantes (2006).
La consejera general es Anne-Marie Ayme-Bertrand (UMP) desde el año 2001 habiendo renovado en 2008 hasta 2014.

## Conformación
El cantón de Chàteaurenard está formado por las comunas de:
- Barbentane
- Châteaurenard
- Eyragues
- Graveson
- Noves
- Rognonas

- Datos: Q1724951